# Olympische Sommerspiele 1992/Teilnehmer (Gabun)
| Gelbes Symbol für Goldmedaillen mit stilisierten Olympischen Ringen | Graues Symbol für Silbermedaillen mit stilisierten Olympischen Ringen | Braundes Symbol für Bronzemedaillen mit stilisierten Olympischen Ringen |
| ------------------------------------------------------------------- | --------------------------------------------------------------------- | ----------------------------------------------------------------------- |
| —                                                                   | —                                                                     | —                                                                       |

Gabun nahm an den Olympischen Sommerspielen 1992 in Barcelona, Spanien, mit einer Delegation von fünf Sportlern (vier Männer und eine Frau) an fünf Wettbewerben in drei Sportarten teil. Medaillen konnten keine gewonnen werden. Es war die vierte Teilnahme des Landes an Olympischen Sommerspielen.

## Teilnehmer nach Sportarten

### Boxen
Männer
- Rodrigue Boucka
  - Federgewicht

Runde eins: ausgeschieden gegen Sandagsürengiin Erdenebat aus der Mongolei durch Punkte (4:21)

### Judo
Frauen
- Mélanie Engoang
  - Halbschwergewicht

Finale: Rang 16

Männer
- Joseph Ndjumbi
  - Halbschwergewicht

Finale: Rang 21

### Leichtathletik
Männer
- Hilaire Onwanlélé-Ozimo
  - Hochsprung

Qualifikationsrunde: Gruppe A, 2,05 Meter, Rang 22, Gesamtrang 41, nicht für das Finale qualifiziert
2,00 Meter: gültig, ohne Fehlversuch
2,05 Meter: gültig, ohne Fehlversuch
2,10 Meter: ungültig, drei Fehlversuche

- Charles Tayot
  - 100 Meter Lauf

Runde eins: ausgeschieden in Lauf zwei, Rennen nicht beendet